# Онтологічні мови
Онтологічні мови — формальні мови для побудови онтологій. Використовуються в комп'ютерних науках і штучному інтелекті. Вони дозволяють кодування знань щодо конкретних галузей і часто включають у себе логічні правила (англ. reasoning rules), які підтримують обробку цих знань. Онтологічні мови, як правило, є декларативними мовами, майже завжди є узагальненнями фреймових мов, і, як правило, засновані або на логіці першого порядку або на описовій_логіці.

## Класифікація

### Традиційні онтологічні мови
- Common Logic — і її діалекти[1]
- CycL
- DOGMA (англ. Developing Ontology-Grounded Methods and Applications — розробка методів на основі онтологій і додатків)
- F-Logic (англ. Frame Logic — фреймова логіка)
- KIF (англ. Knowledge Interchange Format — формат обміну знаннями)
  - Ontolingua на основі KIF
- KL-ONE
- KM
- LOOM[en]
- OCML (англ. Operational Conceptual Modelling Language — мова операційного концептуального моделювання)
- OKBC (англ. Open Knowledge Base Connectivity — відкритий інтерфейс бази знань)
- PLIB (англ. Parts LIBrary — частини бібліотеки)
- RACER

### За синтаксисом
Онтологічні мови розмітки
Ці мови використовують схеми розмітки для кодування знань, найчастіше XML.
- DAML+OIL
- Ontology Inference Layer (OIL)
- Web Ontology Language (OWL)
- Resource Description Framework (RDF)
- RDF Schema
- SHOE